# FACSys
FACSys – serwer faksowy w architekturze klient-serwer dla platformy Windows. Umożliwia m.in. wysyłanie dokumentów biurowych (Word, Excel, PDF) poprzez pocztę elektroniczną na faks, odbieranie faksów jako wiadomości e-mail, a także archiwizację faksów w bazie Microsoft SQL Server.